# Gand-Wevelgem 1999
La Gand-Wevelgem 1999, 61ª edizione della corsa, si svolse il 7 aprile 1999, per un percorso totale di 210 km. Fu vinta dal belga Tom Steels, al traguardo con il tempo di 5h15'53" alla media di 39,888 km/h.
Alla partenza con 197 ciclisti, di cui 124 tagliarono il traguardo.

## Ordine d'arrivo (Top 10)
| Pos. | Corridore         | Squadra        | Tempo    |
| ---- | ----------------- | -------------- | -------- |
| 1    | Tom Steels        | Mapei          | 5h15'53" |
| 2    | Zbigniew Spruch   | Lampre-Daikin  | s.t.     |
| 3    | Tristan Hoffman   | TVM            | s.t.     |
| 4    | George Hincapie   | US Postal      | s.t.     |
| 5    | Romāns Vainšteins | Vini Caldirola | s.t.     |
| 6    | Juris Silovs      | Home-Jack & J. | s.t.     |
| 7    | Andrej Čmil       | Lotto          | s.t.     |
| 8    | Ludo Dierckxsens  | Lampre         | s.t.     |
| 9    | Steffen Wesemann  | Deutsche Tel.  | s.t.     |
| 10   | Léon van Bon      | Rabobank       | s.t.     |